# Rincón de Maravillas
Rincón de Maravillas är en ort i Mexiko.   Den ligger i kommunen Ixtaczoquitlán och delstaten Veracruz, i den sydöstra delen av landet, 240 km öster om huvudstaden Mexico City. Rincón de Maravillas ligger 810 meter över havet och antalet invånare är 900.
Terrängen runt Rincón de Maravillas är varierad. Runt Rincón de Maravillas är det ganska tätbefolkat, med 100 invånare per kvadratkilometer. Närmaste större samhälle är Córdoba, 13,4 km nordost om Rincón de Maravillas. I omgivningarna runt Rincón de Maravillas växer i huvudsak städsegrön lövskog.